# 엔티티 프레임워크
엔티티 프레임워크(Entity Framework, EF)는 ADO.NET용 오픈 소스 ORM(객체 관계 매핑) 프레임워크이다. 원래는 닷넷 프레임워크의 필수 부분으로 제공되었지만 엔티티 프레임워크 버전 6.0부터는 닷넷 프레임워크와 별도로 제공되었다.
엔티티 프레임워크 6.4는 클래식 프레임워크의 최신 릴리스이다. 엔티티 프레임워크 6은 계속 지원되지만 더 이상 개발되지 않으며 보안 문제에 대한 수정 사항만 제공된다.
EF 코어(엔티티 프레임워크 코어)로 알려진 새로운 프레임워크는 유사하지만 완전하지는 않은 기능 패리티를 가지고 2016년에 도입되었다. 이 프레임워크의 버전 번호 지정은 1.0에서 다시 시작되었으며 EF 코어의 최신 버전은 8.0이다.

## 같이 보기
- LINQ